# Enoploderes sanguineum
Enoploderes sanguineum là một loài bọ cánh cứng trong họ Cerambycidae.